# Diego Molina
Diego Molina est l'un des personnages principaux de la série québécoise Tactik. Son interprète est Jean-Carl Boucher.

## Comportement
Diego est loyal, généreux, franc, et un peu maladroit (surtout avec les filles, y compris Béa). Il est aussi très direct avec tout le monde. Son père l'imagine comme un deuxième Diego Maradona, bien que Diego ne soit pas comme ça. Dans la saison 1, il est capitaine des Crampons, l'équipe rival de l'Épik. Depuis qu'il est petit, Diego a une énorme passion pour le soccer. Il prend ce sport au sérieux, mais dans la troisième saison, il est montré qu'il déteste la compétition. Il est nommé en l'honneur de Diego Maradona l'ancien grand footballeur de l'Argentine.
Diego est fils unique d'un couple argentin. En effet, son père, ayant eu une grosse chicane avec sa famille, se sauve de l'Argentine avec sa conjointe Eva, pour aller s'installer au Québec. Il n'a donc jamais connu sa famille, mis à part ses parents. Cependant, dans la saison 3, son grand-père paternel, Jose, lui rend visite. Diego va également à Buenos Aires, en Argentine avec son père afin de découvrir sa famille.
Du côté amoureux, Diego était l'un des seuls personnages (avec Rose et Théo), à n'avoir jamais eu de relations amoureuses. Il est tombé amoureux de la meilleure amie de Dalie, Béatrice dans la deuxième saison. Il lui déclare son amour dans la saison, et ils deviennent un couple officiel. Cependant, ils ont beaucoup de tensions dans la quatrième saison.

### Saison 1
Diego est le capitaine des Crampons (l'équipe rivale de l'Épik). Il prend son rôle de capitaine très au sérieux, jusqu'à ce qu'il se fait engueuler par son coach, Rick Vallières. Après avoir fait un "test" spécial avec Mikael (un nouveau dans les Crampons) pour désigner le capitaine, Diego lâche les Crampons pour aller rejoindre l'Épik. Tous les joueurs de l'Épik l'accueille du bon côté, sauf Samuel. Le père de Diego fait tout pour que son fils devienne le capitaine de l'Épik, mais celui-ci n'est pas pressé à être le capitaine. Diego accepte de devenir le capitaine, mais seulement pendant une journée, car il vient tout juste d'arriver. Finalement, c'est Samuel qui devient le capitaine, ce que Diego disait que c'était Samuel qu'il devait être le capitaine, car avant, c'était Mikael le capitaine de l'Épik, jusqu'à ce qu'il rejoint les Crampons.

### Saison 2
Diego fête la victoire de l'Épik avec les autres. Béa, la fille qui tombe amoureuse de tout le monde, tombe amoureuse de Diego, bien que ce dernier la trouve collante. Quelques jours plus tard, Diego tombe amoureux de Béa, qui est elle aussi, en amour avec lui. Mais le nouveau, Carl Bresson, fait battre le cœur de Béa et ils finissent par sortir ensemble. Heureusement, Diego reste toujours l'ami de Béa.

### Saison 3
Diego est déprimé : il n'a pas été choisi pour le camp de sélection AA de Châteaubriant, dirigé par Delphine Renzetti. Aussi, sa passion pour le soccer est en train de s'effacer, au grand dam de son père Manuel, qui le voyait comme un champion et un vrai argentin. Il est encore amoureux de Béa, mais au moins, elle n'a plus Carl dans son cœur.